# Virgill Najoe
Virgill Najoe (Paramaribo, 18 juli 1988) is een Surinaams voetballer die speelt als aanvaller.

## Carrière
Najoe begon zijn carrière bij SV Excelsior waar hij vijf seizoenen speelde. Hij maakte in 2016 de overstap naar PVV en speelde twee seizoenen voor hen. Hij wisselde in 2018 opnieuw van clubs en komt sindsdien uit voor SV Broki.
Hij speelde tussen 2013 en 2014 voor Suriname waarmee hij vier interlands speelde en twee doelpunten maakte.